# Vilseck
Vilseck ist eine Stadt im Oberpfälzer Landkreis Amberg-Sulzbach und zählt zur Metropolregion Nürnberg. Die Stadt ist geprägt durch die Präsenz der US-Armee am Truppenübungsplatz Grafenwöhr.

## Geografie

### Geografische Lage
Vilseck liegt an der Vils, einem Nebenfluss der Naab. Im Truppenübungsplatz Grafenwöhr, der eine Größe von 234 Quadratkilometern hat, gibt es zwei große Lager: das Ostlager in Grafenwöhr (Tower Barracks) sowie das Südlager in Vilseck, das auch als Rose Barracks bezeichnet wird. In Vilseck ist eine komplette Brigade der US Army stationiert, das 2. US-Kavallerieregiment. Der Truppenübungsplatz wird vornehmlich für Schießübungen mit allen Waffensystemen der US-Streitkräfte genutzt.

### Nachbargemeinden
Unmittelbare Nachbargemeinden sind die Gemeinden Edelsfeld, Königstein, Freihung und Hahnbach. Im Norden schneidet der Truppenübungsplatz Grafenwöhr Vilseck von seinem Hinterland ab.

### Gemeindegliederung
Es gibt 36 Gemeindeteile (in Klammern ist der Siedlungstyp angegeben):
- Altmannsberg (Weiler)
- Axtheid (Dorf)
- Axtheid-Berg (Dorf)
- Bruckmühle (Einöde)
- Bürgerwald (Weiler)
- Drechselberg (Einöde)
- Ebersbach (Dorf)
- Frauenbrunn (Einöde)
- Gressenwöhr (Dorf)
- Gumpenhof (Dorf)
- Heringnohe (Weiler)
- Heroldsmühle (Dorf)
- Hohenzant (Weiler)
- Kagerhof (Weiler)
- Ködritz (Weiler)
- Langenbruck (Weiler)
- Leinschlag (Einöde)
- Lohhof (Einöde)
- Neuhammer (Einöde)
- Oberweißenbach (Weiler)
- Oedgodlricht (Einöde)
- Rauschenhof (Einöde)
- Reisach (Dorf)
- Schlicht (Pfarrdorf)
- Schöfelhof (Einöde)
- Schönlind (Dorf)
- Schüsselhof (Einöde)
- Seiboldsricht (Weiler)
- Sigl (Dorf)
- Sollnes (Weiler)
- Sorghof (Kirchdorf)
- Triebweg (Weiler)
- Unterweißenbach (Weiler)
- Vilseck (Hauptort)
- Weiherhäusl (Weiler)
- Wickenricht (Dorf)

## Geschichte

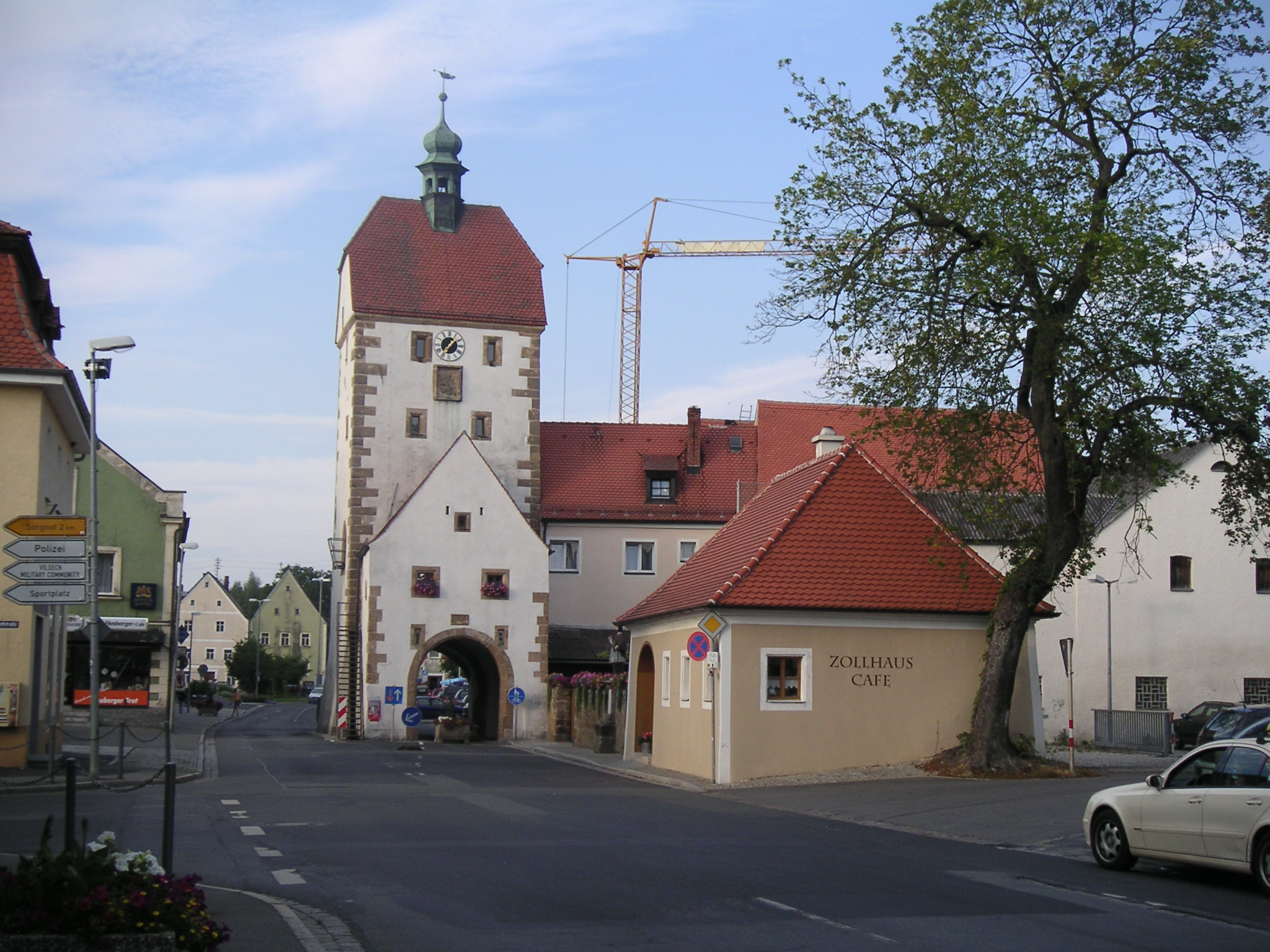
Zentrum mit Vogelturm

Im zehnten Jahrhundert gehörte Vilseck zum Nordgau, welchen die mächtigen Babenberger von den Kaisern zum Lehen trugen. Als der Babenberger Markgraf Albert I. im Jahr 905 unter Ludwig dem Kinde hingerichtet worden war, zog dieser die Grafschaft ein. Otto II. verlieh es Herzog Heinrich II. von Bayern als herzogliches Kammergut. Dessen Nachfolger Heinrich IV. trat – nachdem er Kaiser geworden war – das Kammergut seiner Gemahlin Kunigunde von Luxemburg als Leibgeding ab. Im Rahmen der Gründung des Bistums Bamberg fiel Vilseck als Stiftung an das Bistum Bamberg. Die Kaiser aus dem Hause der Staufer versuchten wieder in den Besitz des Gebietes zu gelangen. Friedrich I. (HRR) sowie dessen Sohn Friedrich II. und Konrad IV. scheuten sich nicht, Teile der bambergischen Güter vom bambergischen Bischof zu Lehen zu nehmen. Eigentlich hielten diese Kaiser nur das Schutz- und Schirmrecht über diese Güter, während sich das Hochstift stets bestimmte Rechte vorbehalten hatte. Das Gebiet wurde unter dem Namen bambergisches Truchsessenamt geführt und umfasste die Ortschaften Hersbruck, Pegnitz, Velden, Auerbach sowie Vilseck und die Umgebungen der Orte. Konradin, Sohn Konrads IV., der die bambergischen Güter von seinem Vater geerbt hatte, verschrieb diese Güter nebst weitere staufische Güter im Jahre 1266 durch eine auf dem Schloss Hohenstein ausgestellte Urkunde seinen beiden Onkeln mütterlicherseits, dem bayerischen Herzog Heinrich und Ludwig dem Strengen als Pfand für 2200 Mark Silber. Als Konradin am 29. Oktober 1268 in Neapel enthauptet worden war, teilten sich die beiden Onkel die Besitzungen von Konradin. Dabei erhielt Ludwig der Strenge die bambergischen Güter. So kam Vilseck wieder an das Haus Wittelsbach.
In Vilseck befand sich im 14. Jahrhundert ein Eisenhammer, der vom Wasser der Vils betrieben wurde. Dieser war einer der zahlreichen Hammerwerke rund um Vilseck (z. B. der Hammer Neuhammer, der Hammer Langenbruck, der Hammer Heringnohe oder das Hammerwerk Gumpenhof).
Die Stadt Vilseck kam später wieder zum Hochstift Bamberg und war bis 1803 Sitz eines bambergischen Obervogtamts. Vilseck gehörte mit dem Hochstift ab 1500 zum neu gebildeten Fränkischen Reichskreis. Das Hochstift besaß die Vogtei ausschließlich über die Stadt, nicht aber über den Landbezirk. Die Stadt Vilseck verfügte über wichtige magistratische Eigenrechte. Seit dem Reichsdeputationshauptschluss von 1803 gehört der Ort zu Bayern.
1838 wurde ein eigenes Landgericht älterer Ordnung in Vilseck gegründet. Im Zuge dessen wurden die Steuergemeinden Adlholz, Ehenfeld, Gebenbach, Gressenwöhr, Großschönbrunn, Hahnbach, Iber, Irlbach, Langenbruck, Massenricht, Schlicht, Seugast, Sigl, Süß und Vilseck aus dem Landgericht Amberg sowie Weißenberg, Sigras und Kürmreuth aus dem Landgericht Sulzbach herausgelöst und dem neuen Landgericht Vilseck zugeordnet.
Zum Ende des Zweiten Weltkrieges, am 16. April 1945 gab es die Anordnung zur Stadtverteidigung. Im Vilsecker Südlager wurden zwei Panzersperren zur Verteidigung errichtet. Die SS wollte die Vilsbrücke sprengen, die Sprengsätze wurden aber insgeheim wegen der Aussichtslosigkeit vom Volkssturm entschärft. Vilseck wurde Nachts am 21. April durch Artillerie beschossen, Männer des Volkssturms beseitigten daraufhin die Panzersperren. Dabei wurde der Volkssturm von SS-Männern beschossen. In der Frühe des 21. Aprils wurde Vilseck kampflos an die Amerikaner übergeben, zuvor sprengte die Wehrmacht noch die Eisenbahnbrücke und die Vilsbrücke in Schlicht.
Das 1879 aus dem Landgericht hervorgegangene Amtsgericht Vilseck wurde am 1. Juli 1959 aufgelöst. Am 1. April 1971 wurden die Gemeinden Gressenwöhr, Langenbruck, Schlicht und Sigl sowie Teile von Irlbach eingemeindet.
| Jahr      | 1840 | 1900 | 1925 | 1939 | 1950 | 1961 | 1970 | 1987 | 1991 | 1995 | 2002 | 2005 | 2010 | 2015 | 2020 |
| Einwohner | 4317 | 3585 | 3824 | 3955 | 5738 | 5590 | 5856 | 5541 | 6376 | 6374 | 6510 | 6484 | 6501 | 5893 | 6328 |

Zwischen 1988 und 2018 wuchs die Stadt von 5712 auf 6093 um 381 Einwohner bzw. um 6,7 %. Mit Stand vom 31. März 2020 betrug die Einwohnerzahl der Stadt Vilseck 6328 Einwohner.

## Politik

### Stadtrat
Der Stadtrat hat 20 Mitglieder. Weiteres Mitglied und Vorsitzender des Stadtrates ist der Bürgermeister. Bei der Kommunalwahl vom 15. März 2020 haben von den 4498 stimmberechtigten Einwohnern der Stadt Vilseck 2980 von ihrem Wahlrecht Gebrauch gemacht, womit die Wahlbeteiligung bei 66,25 % lag.

### Bürgermeister
Erster Bürgermeister ist seit April 2004 Hans-Martin Schertl (* 1959) (Arbeitnehmer-Eigenheimer). Bei der Kommunalwahl vom 15. März 2020 wurde er mit 57,86 % der Stimmen wiedergewählt.

### Gemeindefinanzen
Im Jahr 2017 betrugen die Gemeindesteuereinnahmen 4.504.000 Euro, davon waren 1.050.000 Euro Gewerbesteuereinnahmen (netto) und 2.698.000 Euro Gemeindeanteil an der Einkommensteuer.

### Wappen
|                                                      | Blasonierung: „In Gold aus blauen Wellen wachsender, mit einer silbernen Schrägleiste überdeckter, rot gekrönter, rot bewehrter schwarzer Löwe.“ |
| Durch Siegelführung seit dem 14. Jahrhundert belegt. | |

## Wirtschaft und Infrastruktur

### US-Armee
Die Vilsecker Wirtschaft ist zu hohem Maße bestimmt durch die Anwesenheit des 2. Kavallerieregiments der US-Armee. Viele Unternehmen haben sich auf die amerikanischen Kunden ausgerichtet. Auch die Stadt selbst als Gebietskörperschaft profitiert unter anderem durch Schlüsselzuweisungen.

### Arbeitsplätze
2017 gab es in der Stadt 1648 sozialversicherungspflichtige Arbeitsplätze. Von der Wohnbevölkerung standen 2100 Personen in einem versicherungspflichtigen Beschäftigungsverhältnis. Damit war die Zahl der Auspendler um 452 Personen größer als die der Einpendler. 116 Einwohner waren arbeitslos.

### Verkehr
Vilseck liegt an der Bahnstrecke Neukirchen–Weiden und ist in den Verkehrsverbund Großraum Nürnberg (VGN) integriert. Nach Nürnberg und Neustadt an der Waldnaab besteht weitgehend ein Ein-Stunden-Takt.
Durch Vilseck verlaufen die Staatsstraße St 2123 und die Kreisstraße AS 5, die Staatsstraße St 2166 umgeht Vilseck im Norden.

### Bildung
In der Stadt gibt es
- drei Kindertageseinrichtungen mit 183 genehmigten Plätzen und 170 Kindern (Stand 1. März 2018),
- die Grundschule Vilseck mit zehn Lehrern und 193 Schülern (Schuljahr 2018/19)[16] und
- die Mittelschule Vilseck mit neun Lehrern und 99 Schülern (Schuljahr 2018/19).[17]

## Kultur und Sehenswürdigkeiten

### Bauwerke

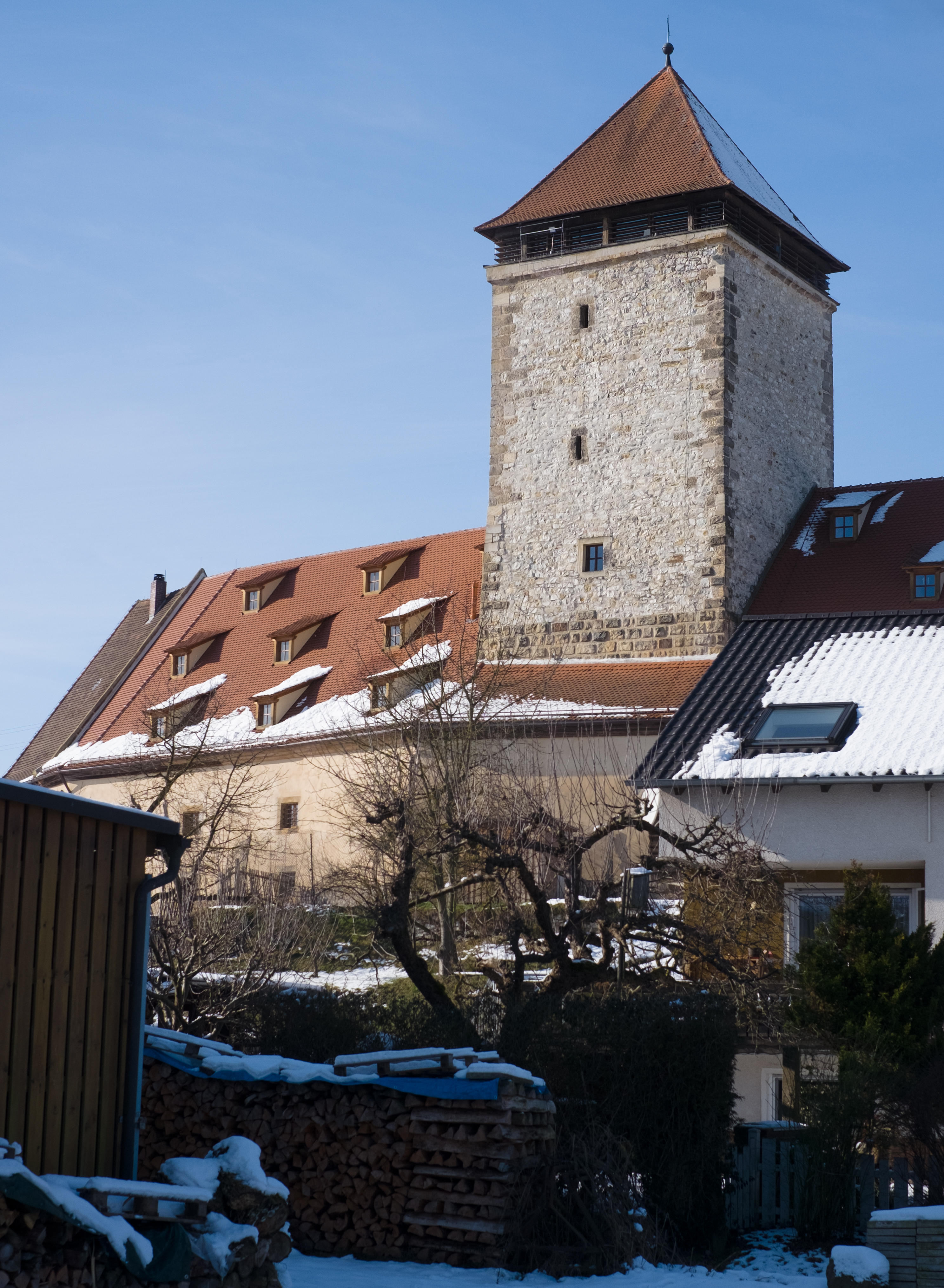
Burg Dagestein

- Sehenswert ist das Stadtbild sowie das erste deutsche Türmermuseum im sogenannten Vogelturm (erbaut 1466) und dem Vogel- oder Obertor (erbaut 1568).
- Die Burg Dagestein ist eine Wehranlage, die bis ins 10. Jahrhundert zurückgeht.
- Schloss Vilseck, Burggut und bis 1803 Pflegschloss
- Die Pfarrkirche St. Ägidius ist eine ursprünglich gotische, barockisierte Wandpfeilerkirche mit reicher barocker Ausstattung.
- Das Hafnertor in der Vorstadt mit Schießscharte und Wappen des Hochstifts Bamberg und der Kurpfalz wurde im 16. Jahrhundert erbaut.

### Musik
In der Stadt Vilseck sind zwei Musikvereine aktiv: der Musikverein Vilseck e. V. und die Werkvolkkapelle Schlicht. Die Heavy-Metal-Band Atlantean Kodex stammt aus Vilseck.

### Sport
Mit dem 1. FC Schlicht, dem FV Vilseck und dem SV Sorghof sind drei Fußballvereine in der Gemeinde aktiv. 2008 gründeten die drei Stammvereine die JFG Obere Vils, um dem Jugendfußball in der Gemeinde eine Zukunft zu bieten. Unter dem Dach der JFG wird der Spielbetrieb der A-Jugend (U19) bis zur D-Jugend (U13) durchgeführt.
In der Gemeinde Vilseck sind noch viele weitere Vereine aktiv und bieten den Einwohnern eine Vielzahl von Sportaktivitäten an. Beispielhaft zu nennen wären hier der TUS Vilseck, die drei Schützenvereine Tell Vilseck, Eichenlaub Sorghof und Bergschützen Gressenwöhr, der Skiclub Unterweissenbach sowie der Kegelverein SKK Vilseck (angesiedelt im Hauptverein FV Vilseck).

### Regelmäßige Veranstaltungen
In der Burg Dagestein ist jährlich im Juli ein klassisches Burgkonzert.
Des Weiteren ist das Konzert der Werkvolkkapelle Schlicht, kurz vor Weihnachten, zugunsten karitativer Einrichtungen zu erwähnen sowie das Weihnachtskonzert des Musikvereins kurz nach Weihnachten in der Stadtpfarrkirche Sankt Ägidius.
In der gesamten Gemeinde finden vom Frühjahr bis in den Herbst hinein in vielen Gemeindeteilen Kirchweihfeste, oder nach Oberpfälzer Mundart eine "Kirwa" statt. Zurzeit gibt es jeweils eine Kirwa in Axtheid-Berg, Ebersbach, Gressenwöhr, Schlicht (3. August-Wochenende), Schönlind und Sorghof (4. Juli-Wochenende). Zudem fand in Vilseck bis zum Jahr 2018 in der Burg Dagestein eine Burgkirwa statt. Die Kirwan im Gemeindegebiet sind Bestandteil des Kulturerbes Kirwa im Amberg-Sulzbacher Land.
Auf dem Truppenübungsplatz Grafenwöhr steigt jährlich ein Deutsch-Amerikanisches Volksfest.

### Rundfunk und Fernsehen
Nördlich von Vilseck befindet sich seit dem Herbst 2008 bei 49°38'40.76"N 11°47'0.99"O ein 65 Meter hoher Stahlrohrmast, der zur Verbreitung des AFN-Mittelwellenprogramms auf 1107 kHz mit 10 kW-Sendeleistung dient. Er ähnelt stark in seiner Konstruktion dem einstigen AFN-Sendemasten in Grafenwöhr, der bis Ende 2008 hierfür diente, und ist wie dieser gegen Erde isoliert.
Die Verlegung des Standorts der Sendeanlage erfolgte aus Gründen der elektromagnetischen Verträglichkeit.

### Sonstiges
In Vilseck (und darüber hinaus) ist Josef Eierer als Nachtwächter „Tschung“ bekannt. Anfang Januar 2014 feierte er seinen 80. Geburtstag und gleichzeitig 20-jähriges Dienstjubiläum. Nach wie vor unternimmt er tägliche Kontrollgänge durch die Stadt, leitet Stadtführungen und ist in seiner Nachtwächterrolle bei vielen kulturellen Veranstaltungen aktiv.
Die Stadt besitzt ein Höhenschwimmbad.

## Söhne und Töchter der Stadt
- Martin Merz (um 1425–1501), Mathematiker und Geschützmeister in kurpfälzischen Diensten
- Gustav von Schlör (1820–1883), letzter bayerischer Staatsminister für Handel und Öffentliche Arbeiten, geb. auf Gut Hellziechen, Langenbruck
- Marie Baierlein (1869–nach 1913), Schriftstellerin
- Emmanuel Reichenberger (1888–1966), römisch-katholischer Priester und sudetendeutscher Publizist
- Bernhard Suttner (1907–1983), Politiker (BVP, CSU)
- Christine Gradl (* 1948), Schriftstellerin
- Wolfgang Dandorfer (1949–2023), Politiker (CSU)
- Hans Wiesmeth (* 1950), Wirtschaftswissenschaftler
- Philipp Stauber (* 1965), Jazzmusiker
- Wolfgang Lehner (* 1969), Informatiker und Professor an der Technischen Universität Dresden Mitglied des Wissenschaftsrates
- Matthias Kohl (* 1973), Mathematiker und Biostatistiker